# Le Mouchoir
 (juin 2025).
Si vous disposez d'ouvrages ou d'articles de référence ou si vous connaissez des sites web de qualité traitant du thème abordé ici, merci de compléter l'article en donnant les références utiles à sa vérifiabilité et en les liant à la section « Notes et références ».
Pour les articles homonymes, voir Mouchoir (homonymie).
Le Mouchoir (titre original ukrainien : Хустина) est un poème de Taras Chevtchenko écrit dans la seconde moitié de 1847.

## Les circonstances de la création de l'œuvre
Le Mouchoir est l'une des œuvres créées pendant l'exil de Chevtchenko à la forteresse d'Orsk. Il s'agit de l'un des 2 poèmes écrits dans les années 1847-1848. L'auteur a été inspiré par les Cosaques et par les chansons folkloriques dont les héros étaient des Cosaques que l'auteur connaissait depuis son enfance. Dans l'originale, écrit en 1847 dans un recueil que Shevchenko appelait Mała Księgczka, le poème n'avait pas de titre (incipit [Il était une fois Catherine]). Le titre Mouchoir est apparu après que l'auteur ait apporté les dernières corrections, qui ont eu lieu 11 ans plus tard, lors d'une revue générale des poèmes écrits pendant la période d'exil.

## Contenu
Un cosaque tombe amoureux d'une orpheline au nom inconnu. Tous deux s'aiment beaucoup, mais sont très pauvres. Le jour du carnaval, le cosaque et ses compagnons font leur sortie traditionnelle, où il est accompagné de sa bien-aimée, qui lui offre un mouchoir brodé en guise de cadeau d'adieu. La jeune fille attend le retour du cosaque pendant trois ans. Enfin, les troupes reviennent : l'une d'elles est vêtue de noir, ses membres portent un cercueil et, en pleurs, une gouttière de combat ensanglantée. Derrière lui marche le cheval du défunt, dont la selle est recouverte d'un mouchoir.

## Caractéristiques de la pièce
Le Mouchoir est un autre œuvre lyrico-épique de nature morale dans l'œuvre de Shevchenko. Comme la ballade de jeunesse Captivé, son thème principal est l'amour malheureux entre un cosaque et une pauvre paysanne, qui se termine par la mort du premier au cours d'une bataille. Le poème souligne la pauvreté des personnages (tous deux sont orphelins), contrastant avec la noblesse et la pureté de leurs sentiments. Le personnage féminin de l'œuvre, comme les héroïnes de Catherine, Poplar, Maryna ou Osika, est l'incarnation de l'innocence et de la sincérité de la jeune fille.
Dans le second montage, Shevchenko a nettement accentué le caractère typique de l'histoire présentée. Dans la version finale de l'œuvre, les personnages n'ont même pas de nom. Cependant, contrairement à la première version, qui se concentrait sur les expériences de la jeune fille, la deuxième version met en outre l'accent sur l'héroïsme du cosaque, sur le fait qu'il est mort en combattant pour la "gloire cosaque" tant convoitée. Sur le plan de la forme (versification, langage simple) et du contenu, l'œuvre fait clairement référence à la musique folklorique ukrainienne.

## Publication
Le mouchoir a été imprimé pour la première fois dans le magazine Narodnoye Chteniye en 1859, sans attribution à l'auteur. Le poème a été traduit en polonais par Antoni Gorzałczyński et Bohdan Łepki.